# کسلوانیا: اربابان سایه - آینه سرنوشت
کسلوانیا: اربابان سایه – آینه سرنوشت (به انگلیسی: Castlevania: Lords of Shadow – Mirror of Fate) یک بازی ویدئویی در سبک اکشن-ماجراجویی از مجموعه بازی‌های کسلوانیا است که دنباله و بازراه‌اندازی فرنچایز کسلوانیا: اربابان سایه به‌شمار می‌رود.
یک نسخه به روز شده از این بازی با عنوان کسلوانیا: اربابان سایه – آینه سرنوشت اچ‌دی در ۲۵ اکتبر ۲۰۱۳ برای اکس‌باکس ۳۶۰ در اکس‌باکس لایو آرکید، و در تاریخ ۲۹ اکتبر ۲۰۱۳ برای پلی‌استیشن ۳ از طریق شبکه پلی‌استیشن و در ۲۷ مارس ۲۰۱۴ برای مایکروسافت ویندوز از طریق استیم منتشر شد.

## روند بازی
بازیکن در این بازی نقش گابریل بلمونت، پسرش تره ور بلمونت، سایمون بلمونت (پسر تره ور)، و الوکارد را بعهده می‌گیرد.
آینه سرنوشت در سبک ساید-اسکرولینگ، اکشن و ماجراجویی است.

## طرح
سایمون پسر تره ور و سیفا بلمونت در شش سالگی پدر و مادر خود را که توسط افراد دراکولا کشته شده‌اند از دست داده و با خوش شانسی زنده مانده است. افراد کوه‌نشین او را در حالی که گم شده و تنهاست پیدا می‌کنند و سایمون در بین آن‌ها زندگی می‌کند و بزرگ می‌شود اما هرگز اتفاقی که برای پدر و مادرش افتاده را فراموش نکرده و با خود عهد می‌بندد که انتقام آن‌ها را بگیرد.